# شترنبرگ (دهانه)
شترنبرگ یک دهانه برخوردی در ماه‌ است.

## دهانه‌های اقماری
این دهانه ۱ دهانه اقماری دارد.
| Shternberg | عرض جغرافیایی | طول جغرافیایی | قطر          |
| ---------- | ------------- | ------------- | ------------ |
| C          | ۲۰.۹° N       | ۱۱۴.۳° W      | ۲۹.۰ کیلومتر |